# Aspidiotus ligusticus
Aspidiotus ligusticus är en insektsart som beskrevs av Leonardi 1918. Aspidiotus ligusticus ingår i släktet Aspidiotus och familjen pansarsköldlöss. Inga underarter finns listade i Catalogue of Life.